# Субботін Олександр Михайлович
Олександр Михайлович Субботін (28 серпня 1924, село Мещера, тепер Собінського району Владимирської області, РСФСР — 22 березня 2010, Москва, РФ) — радянський партійний діяч, журналіст, секретар ВЦРПС, головний редактор газет «Московский комсомолец», «Московская правда», «Труд», шеф-редактор журналу «Проблемы мира и социализма». Член Центральної Ревізійної комісії КПРС у 1986—1990 роках. Депутат Верховної Ради СРСР 10—11-го скликань.

## Життєпис
Трудову діяльність розпочав у 1942 році робітником оборонного заводу міста Електросталь Московської області.
У 1942—1945 роках —  відповідальний секретар, у 1945 році — головний редактор багатотиражної газети «Знамя» оборонного заводу міста Електросталь Московської області.
Член ВКП(б) з 1944 року.
У 1945—1946 роках навчався у Вищій партійній школі при ЦК ВКП(б).
У 1946—1948 роках — завідувач відділу, 2-й секретар Електростальського міського комітету ВЛКСМ Московської області.
У 1948—1951 роках — інструктор, заступник завідувача відділу Московського обласного комітету ВЛКСМ.
У 1951—1958 роках — редактор газети «Московский комсомолец».
У 1957 році закінчив Московський обласний педагогічний інститут імені Крупської.
У 1958—1963 роках — редактор газети «Московская правда».
У листопаді 1963—1980 роках — головний редактор газети «Труд». Одночасно голова правління Московської обласної організації Спілки журналістів СРСР, секретар правління Спілки журналістів СРСР.
11 липня 1980 — 29 грудня 1986 року — секретар Всесоюзної центральної ради професійних спілок (ВЦРПС) з міжнародних справ.
У жовтні 1986 — червні 1990 року — шеф-редактор журналу «Проблемы мира и социализма» (редакція в місті Празі, Чехословаччина).
З 1990 року — персональний пенсіонер у Москві.
Помер 22 березня 2010 року. Похований в Москві на Донському цвинтарі.

## Нагороди і звання
- орден Жовтневої Революції
- чотири ордени Трудового Червоного Прапора
- орден Дружби народів
- орден «Знак Пошани»
- медалі